# Distretto di Spera
Il distretto di Spera è un distretto dell'Afghanistan appartenente alla provincia di Khowst. Viene stimata una popolazione di 23 200 abitanti (dato 2012-13).